# IGO (szoftver)
A magyarországi NNG LLC (korábban Nav N Go) által kifejlesztett iGO Navigation Engine egy GPS-navigációs szoftvercsomag. Az NNG a szoftver egyes verzióit közvetlenül a felhasználóknak, valamint eszközgyártóknak, autógyártóknak, hálózatüzemeltetőknek és professzionális közlekedési szakembereknek értékesíti. Az iGO-n alapuló termékek többek között a Becker, a Clarion, a Pioneer, a Samsung és a Vodafone márkákban kaphatók.

## Terméktörténet
Az iGO My way 2006 volt a Nav N Go (ma NNG) első GPS-navigációs szoftvercsomagja PDA/PNA-eszközökhöz, amelyet 2005-ben mutattak be a hannoveri CeBIT-en. Az új térképtömörítési technológiának köszönhetően a termék 1 GB-os SD kártyára is elfér. A továbbfejlesztett változat a 2006-ban bejelentett iGO My way 2006 Plus volt.
Az NNG iGO 8 (PDA/PNA eszközökhöz) 2008 áprilisában jelent meg. Nagy felbontású 3D-s navigációs térképeket kínált domborzatról, útmagasságról, tereptárgyakról és 3D-s épületekről.
Az iGO amigo (a PND-ekhez) a hannoveri CeBIT 2009 kiállításon mutatkozott be. Az iGO amigo az első volt az új szoftversorozatban, és a felhasználói felület egyszerűsítését célzó változtatásokat alkalmazott. Mivel az iGO amigo egy áramvonalas kiadás volt, kevesebb funkcióval rendelkezett, mint elődje, az iGO 8.
Az iGO My Way 2009 (iOS-eszközökre) Észak-Amerikában és Nyugat-Európában jelent meg, majd 2010-ben egész Európában megjelent.
A 2010-ben bemutatott iGO Primo (Apple iOS, PND/PNA eszközökhöz) as of 2015 állapotú az iGO Navigation termékcsalád elsődleges terméke. A 6-os verziót 2012 végén mutatták be, a Google Helyi kereséssel, a zöld útválasztással,  extrák az alkalmazáson belüli vásárlás, a valós idejű forgalomfigyelés, a TTS Pro beszédszintézis és a csomópontok 3D-s megjelenítése révén.
Az iOS eszközökhöz készült iGO Primo alkalmazást a 2011-es hannoveri CeBIT rendezvényen mutatták be. Az iGO primo szoftvermotoron futó, frissített alkalmazás 115 országot fed le helyalapú kereséssel, zöld útválasztással és továbbfejlesztett csomóponti nézetekkel. Az Android és a Windows Mobile verziók elérhetők az okostelefon-gyártók és hálózati szolgáltatók számára, de kiskereskedelmi forgalomba nem.
Az iGO Primo Nextgen 2015-ben jelent meg.

## Naviextrák
A Naviextras.com, az NNG térkép- és tartalomfrissítési portálja frissítéseket kínál az iGO 8, iGO amigo és iGO primo készülékekhez. A portál jellemzően évente négy alkalommal ad ki térképfrissítéseket. A térképek és frissítések több mint 90 országhoz és régióhoz érhetők el, beleértve Európa, Észak-Amerika, Dél-Amerika, Afrika, Közel-Kelet, Ázsia és Óceánia országait. 2013-ban a portál 5200 eszközt támogat, és világszerte közel 1,8 millió regisztrált felhasználót számlál.
Mivel az NNG független térképszolgáltató, több térképszállítóval működik együtt különböző földrajzi régiókban. Az iGO Navigation szoftveren különböző térképverziók futnak ugyanarra az országra vagy régióra, amelyeket különböző térképszolgáltatók készítettek, köztük a TomTom, a HERE, a Sensis és a regionális szolgáltatók.

## Partnerségek
2013-ban az NNG társult, azzal a szándékkal, hogy az iGO navigációs szoftver szolgáltatást nyújtsa az utóbbi térképes PND-ihez.

## Fordítás
Ez a szócikk részben vagy egészben  az   iGO (software) című angol Wikipédia-szócikk ezen változatának fordításán alapul.  Az eredeti cikk szerkesztőit annak laptörténete sorolja fel. Ez a jelzés csupán a megfogalmazás eredetét és a szerzői jogokat jelzi, nem szolgál a cikkben szereplő információk forrásmegjelöléseként.